# Terry Pratchett
Sir Terence David John Pratchett (cunoscut fanilor ca Terry) n. 28 aprilie 1948, Beaconsfield, Anglia, Regatul Unit – d. 12 martie 2015, Broad Chalke⁠(d), Wiltshire⁠(d), Anglia, Regatul Unit a fost un scriitor britanic, cunoscut pentru scrierile sale umoristice în domeniul fantasy, în special pentru longeviva serie Lumea Disc. Primul roman al lui Pratchett, The Carpet People, a apărut în 1971 și, de la apariția primului roman din Lumea Disc (Culoarea magiei), publicat în 1983, a scris în medie două cărți pe an.
Pratchett a fost cel mai bine vândut autor britanic al anilor 1990, și până în august 2010 vânduse peste 65 de milioane de cărți în întreaga lume, în treizeci și șapte de limbi. În 1998 Pratchett a fost desemnat Ofițer al Ordinului Imperiului Britanic (OBE) „pentru servicii aduse literaturii”, iar în 2009 a fost desemnat cavaler în New Year Honours. În 2001 a obținut Medalia Carnegie pentru literatură adolescentină cu romanul Uluitorul Maurice și rozătoarele lui educate.
În decembrie 2007 Pratchett a făcut public faptul că suferă de Boala Alzheimer și, ulterior, a făcut o donație substanțială către Alzheimer's Research Trust, și a realizat un documentar pentru BBC care prezintă evoluția bolii sale.

## Biografie

### Tinerețea
Pratchett s-a născut în 1948 în Beaconsfield, Buckinghamshire, Anglia, fiind singurul copil al lui David și Eileen Pratchett, din Hay-on-Wye. În 1957, familia s-a mutat pentru scurt timp în Bridgwater, Somerset, timp în care și-a dat examenele care i-au permis să intre la John Hampden Grammar School. Pratchett s-a descris ca un „elev de nedescris” și, în Who's Who a pus educația sa pe seama bibliotecii publice din Beaconsfield.
Printre primele sale preocupări s-a numărat astronomia; a colecționat cărțile despre spațiu care însoțeau ceaiul Brooke Bond, a avut un telescop și și-a dorit să devină astronom, dar i-au lipsit abilitățile matematice necesare. Cu toate acestea, interesul său l-a condus spre science fiction-ul britanic și american. La rândul său, acest interes l-a determinat să participe la convențiile science fiction începând de prin 1963-64, lucru care a luat sfârșit câțiva ani mai târziu, odată cu prima slujbă. Printre primele sale lecturi se numără operele lui H. G. Wells și Arthur Conan Doyle, precum și „orice carte pe care ar trebui neapărat să o citești”, lucru pe care acum îl consideră ca „dobândirea unei educații”.
Pratchett a publicat prima sa povestire, „The Hades Business”, la 13 ani, în revista școlii. Lansarea ei comercială a avut loc când Terry avea 15 ani.
Pratchett a câștigat 5 calificative „Ordinary Level” și a început cursuri pentru avansați în artă, engleză și istorie. Prima sa alegere în carieră a constituit-o jurnalismul, el părăsind școala în 1965, la 17 ani, pentru a lucra la Bucks Free Press, unde a scris, între altele, câteva povestiri pentru secțiunea Cercul copiilor sub pseudonimul Uncle Jim. Una dintre aceste povestiri conține personaje din The Carpet People. Aceste povestiri sunt, la ora actuală, parte a unui proiect demarat de Bucks Free Press pentru a le face disponibile online. Între timp, el a terminat cursul „GSA Advanced Level” în engleză și a urmat un curs profesionist de jurnalism.

### Începuturile carierei
Primul succes al lui Pratchett s-a înregistrat în 1968 când lucra ca jurnalist și a fost trimis să îl intervieveze pe Peter Bander van Duren, co-directorul unei mici edituri. În timpul întâlnirii, Pratchett a menționat că scrisese un manuscris, The Carpet People. Bander van Duren și partenerul său de afaceri, Colin Smythe (de la Colin Smythe Ltd Publishers), au publicat cartea în 1971, ilustrațiile fiind realizate chiar de Pratchett.
Cartea a avut parte de puține recenzii, dar pozitive și a fost urmată de romanele science fiction The Dark Side of the Sun (1976) și Strata (1981).
După ce a trecut prin diverse funcții în activitatea sa jurnalistică, Pratchett a devenit în 1980 ofițer de presă la Central Electricity Generating Board într-o zonă care acoperea trei centrale nucleare. Ulterior, el glumea pe seama faptului că a dat dovadă de o „sincronizare impecabilă” schimbându-și cariera imediat după accidentul nuclear de la Three Mile Island din Pennsylvania, S.U.A., afirmând că putea „scrie o carte despre aceste experiențe, dacă ar crede-o cineva”.
Primul roman al Lumii Disc, Culoarea magiei, a apărut în 1983 la Colin Smythe în ediție cartonată. Drepturile de publicare ale ediției paperback au fost achiziționate de Corgi, o divizie a companiei Transworld, editorul curent. Pratchett a devenit și mai popular după lansarea Culorii magiei sub forma unui serial radiofonic în șase părți în cadrul emisiunii Woman's Hour de la BBC. Ulterior, drepturile edițiilor hardback au devenit proprietatea editurii Victor Gollancz, care a rămas editorul lui Pratchett până în 1997, Smythe devenind agentul lui literar. Pratchett a fost primul autor de fantasy publicat de Gollancz.
Pratchett a renunțat să mai lucreze pentru CEGB în 1987, după terminarea celui de-al patrulea roman al Lumii Disc, Mort, pentru a se dedica în întregime scrisului. Vânzările sale au crescut spectaculos și multe dintre cărțile sale au ajuns în vârful listelor celor mai bine vândute cărți. The Times afirmă că Pratchett a fost cel mai bine vândut și cel mai bine remunerat autor britanic al anului 1996. Unele dintre cărțile sale au fost publicate de Doubleday, altă divizie a companiei Transworld. În Statele Unite, Pratchett a fost publicat de HarperCollins.
Conform Bookseller's Pocket Yearbook din 2005, vânzările edițiilor hardback ale lui Pratchett din 2003 în Marea Britanie s-au ridicat la 3,4% cantitativ și la 3,8% valoaric, situându-l pe locul doi după J. K. Rowling (6% și, respectiv, 5,6%), în timp ce vânzările edițiilor paperback l-au adus pe Pratchett pe locul 5 cu 1,2% cantitativ și cu 1,3% valoaric (după James Patterson (1,9% și 1,7%), Alexander McCall Smith, John Grisham și J. R. R. Tolkien). Doar vânzările sale din Marea Britanie depășesc 2,5 milioane de exemplare pe an.

### Viața personală

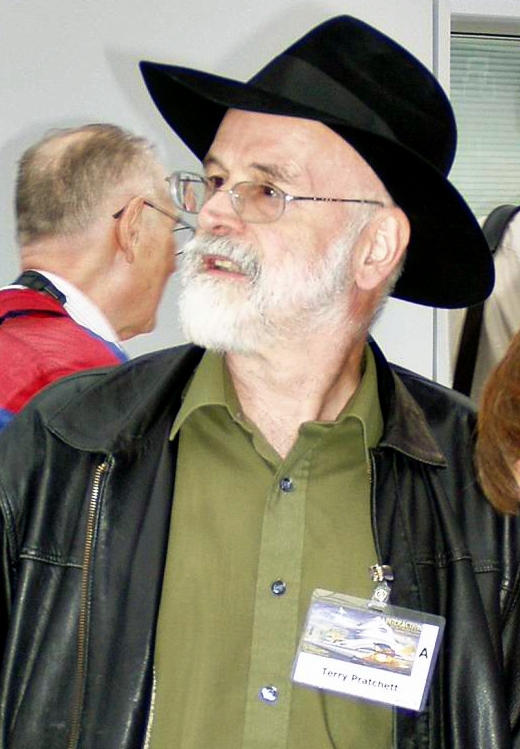
Pratchett la Worldcon 2005 în Glasgow

Terry Pratchett s-a căsătorit cu soția sa, Lyn, în 1968, și cei doi s-au mutat în Rowberrow, Somerset în 1970. Acolo s-a născut în 1976 fiica lor, Rhianna Pratchett, care este și ea scriitoare. În 1993 familia s-a mutat într-un sat la nord-vest de Salisbury, Wiltshire, unde locuiește și acum. Lista de recreere a lui Pratchett include „scris, plimbări, computere, viață”.
 Pratchett se descrie ca fiind un umanist, un susținător al British Humanist Association și membru de onoare al National Secular Society.
Era bine-cunoscută înclinația lui Pratchett de a purta pălării fedora mari și negre, lucru vizibil pe coperta interioară a majorității cărților sale. Stilul său a fost descris ca fiind „mai mult ca al unui cowboy urban decât ca al unui domn de la oraș.”
Îngrijorarea legată de viitorul civilizației l-a determinat să-și instaleze acasă panouri solare de cinci kilowați, iar pasiunea sa juvenilă pentru astronomie l-a condus la construirea unui observator în grădină.
Pe 31 decembrie 2008 s-a anunțat că Pratchett urmează să fie făcut cavaler cu ocazia Queen's 2009 New Year Honours. El a trecut prin ritualul înălțării la rangul de cavaler la Palatul Buckingham, pe 18 februarie 2009. După aceea, a declarat: „Nu îi poți cere unui scriitor de fantasy să nu vrea să devină cavaler. Știți, pentru două ace mi-aș lua un cal și o sabie.” Către sfârșitul anului 2009 și-a făcut o sabie cu ajutorul prietenilor. El le-a declarat celor de la Times Higher Education: „La sfârșitul anului trecut mi-am făurit propria sabie. Am dezgropat minereul de fier de pe un teren aflat la vreo 10 mile și am fost ajutat de prieteni. Am târât 80 kg de minereu de fier, am făcut un cuptor din clei și paie și l-am aprins.” Colin Smythe, vechiul său prieten și agent, a donat câteva bucăți de fier meteoric - „fierul căzut din cer are un loc aparte în magie și l-am folosit; îmi amintesc că, atunci când am separat fierul, părea argint. Am pus mâna în toate operațiunile și totul mi se pare că a ieșit așa cum trebuia.”
Pe 15 septembrie 2010, Pratchett și alte 54 personalități publice au semnat o scrisoare deschisă, publicată în ziarul The Guardian, exprimându-și opoziția împotriva vizitei papei Benedict al XVI-lea în Marea Britanie, argumentând că acesta a condus și a permis încălcarea globală a drepturilor omului. În scrisoare se afirma că „statul condus de papă a refuzat să recunoască numeroase tratate importante legate de drepturile omului și și-a întocmit propriile tratate („concordate”) cu multe state, ceea ce a influențat negativ drepturile cetățenilor acelor state”. Printre semnatari s-au mai numărat Stephen Fry, Richard Dawkins, Philip Pullman, Jonathan Miller și Ken Follett.

#### Boala Alzheimer
În luna august 2007 Pratchett a fost diagnosticat în mod greșit că ar fi făcut un accident vascular cerebral minor în 2004 sau 2005, despre care se credea că i-ar fi afectat partea dreaptă a creierului. Deși abilitățile motorii i-au fost afectate, abilitatea de a scrie nu a avut de suferit. Pe 11 decembrie 2007, Pratchett a postat online faptul că fost diagnosticat recent cu o formă rară de început de Alzheimer, care, spunea, „se află în spatele fantomaticului «accident vascular cerebral».” El are o formă rară de boală, denumită atrofie corticală posterioară, care face porțiuni din partea posterioară a creierului să se micșoreze și să se zbârcească. Într-un interviu radiofonic, Pratchett le-a cerut oamenilor să „rămână veseli” și a declarat că "tratăm problema în termeni filozofici și poate chiar cu un optimism moderat.” Pratchett a spus că simte că mai are vreme pentru „încă niște cărți”, adăugând că, deși înțelege impulsul de a întreba 'pot face ceva?', în acest caz particular va lua în considerare doar ofertele venite de la „experți din medicina cerebrală.” Discutând despre diagnosticul său cu ocazia Bath Literature Festival de la începutul anului 2008, Pratchett a dezvăluit că acum are dificultăți în a scrie dedicații când semnează cărțile.
În luna martie 2008, Pratchett a anunțat că donează 1.000.000 de dolari (aproximativ 494.000 de lire sterline la acel moment) către Alzheimer's Research Trust, spunând că a vorbit cu cel puțin trei supraviețuitori ai tumorilor pe creier, dar că nu a vorbit cu supraviețuitori ai bolii Alzheimer, fiind șocat să afle că „fondurile alocate cercetărilor legate de Alzheimer reprezintă doar 3% din cele alocate vindecării cancerului.” Pratchett a declarat despre donația sa: „Alături de alții, sper să trăiesc suficient încât să mai fiu aici când se va găsi Leacul.”
Donația lui Pratchett a dat naștere unei camapanii pe internet, în cadrul căreia fanii speră să „îl dubleze pe Pratchett”, adunând alți 1.000.000 de dolari.
În aprilie 2008, BBC a început lucrul alături de Pratchett la un documentar în două părți bazat pe boala acestuia. Prima parte din Terry Pratchett: Living With Alzheimer's a fost lansată de BBC Two pe 4 februarie 2009, adunând 2,6 milioane de telespectatori, având o rată de audiență de 10,4%. Al doilea, lansat pe 11 februarie 2009, a adunat 1,72 milioane de telespectatori, având o rată de audiență de 6,8%. El a mai apărut în The One Show pe 15 mai 2008, unde a vorbit despre starea lui și a fost subiectul unui interviu al ediției din 20 mai 2008 a emisiunii On the Ropes (BBC Radio 4), discutând despre Alzheimer și despre modul în care boala i-a afectat viața.
Pe 8 iunie 2008 s-a anunțat că Pratchett ar fi avut o experiență despre care a spus că „Odată ce ai trecut dincolo de toți zeii pe care i-am creat cu bărbi mari și trăsături omenești, acolo, de cealaltă parte a fizicii, se poate să fie o structură ordonată din care curge totul” și „Nu cred că mi-ar fi băgat cineva asta în cap”. El a detaliat problema pentru programul radiofonic Front Row, în cadrul căruia a fost întrebat dacă aceasta a fost o revelație pentru credința lui: „O revelație în sensul că l-am auzit pe tata vorbindu-mi în timp ce eram în grădină într-o zi. Însă sunt absolut sigur că ceea ce am auzit ține de amintirile legate de tatăl meu. O engramă sau ceva din capul meu... Nu are de-a face cu Dumnezeu, ci de undeva de pe acolo își au obârșia zeii.”
Pe 26 noiembrie 2008, Pratchett s-a întâlnit cu primul ministru Gordon Brown, cerându-i să suplimenteze fondurile pentru cercetările legate de demență.
Începând din august 2008, Pratchett a testat prototipul unui dispozitiv dedicat stării sale. În ciuda unor îmbunătățiri ale stării sale, capacitatea dispozitivului de a modifica mersul bolii a fost privită cu scepticism.
Într-un articol publicat la mijlocul anului 2009, Pratchett a declarat că vrea să recurgă la „sinucidere asistată” (deși detesta termenul) înainte ca boala să atingă un nivel critic. În 2010, BBC l-a ales pe Pratchett pentru a ține discursul Richard Dimbleby, intitulat Dând mâna cu moartea, care a fost lansat pe 1 februarie 2010. Pratchett a pus discursul său pe topicul morților asistate, dar cea mai mare parte a textului a fost citit de prietenul său Tony Robinson, din cauza dificultăților de citire întâmpinate de Pratchett ca rezultat al stării sale.
Din cauza stării sale, Pratchett a scris în ultima parte a vieții fie dictându-i asistentului său, Rob Wilkins, fie folosind un soft de recunoaștere vocală.
În luna iunie 2011 Pratchett a prezentat un documentar BBC intitulat Terry Pratchett: Choosing to Die, a cărui temă a fost moartea asistată.

## Pasiuni

### Calculatoare și Internet
Pratchett a început să folosească calculatorul pentru scris de îndată ce acest lucru a fost posibil. Primul său calculator a fost un Sinclair ZX81, iar primul calculator folosit efectiv pentru scris a fost un Amstrad CPC 464, înlocuit ulterior de un calculator personal. Pratchett a fost unul dintre primii autori care a folosit uzual Internetul pentru a discuta cu fanii, fiind colaborator al grupului Usenet alt.fan.pratchett din 1992. Totuși, el nu considera Internetul un hobby, ci doar un „alt lucru folositor”. Poseda mai multe calculatoare la locuința lui. Când călătorea, își lua mereu cu el un calculator portabil pentru a-l folosi la scris. Experimentele făcute de el în îmbunătățirea hard a calculatoarelor sunt relatate în Hex.
Pratchett este și un fan înrăit al jocurilor pe calculator, colaborând la realizarea a numeroase adaptări pe calculator ale cărților sale. El preferă jocurile care sunt „inteligente și au puțină profunzime”, dând ca exemplu Half-Life 2 și misiunile din Thief.

### Istoria naturală
Pratchett era fascinat de istoria naturală, lucru la care a făcut referire deseori. El avea o seră plină cu plante carnivore.
În 1995, palaeontologul R. Köhler a denumit o țestoasă de mare fosilă neozeelandeză din Eocen Psephophorus terrypratchetti, în onoarea lui.

#### Urangutanii
Pratchett a fost membru în consiliul de administrație al Fundației Britanice a Urangutanilor, dar era pesimist în legătură cu viitorul animalelor. Sub conducerea lui Pratchett, evenimentelor fanilor, cum ar fi Convențiile Lumii Disc, au ales ca fundație caritabilă Fundația Utangutanilor. Unul dintre cele mai populare personaje din ficțiunile lui Pratchett, Bibliotecarul Universității Nevăzute, este un urangutan.

### Astronom amator
Pratchett avea un observator în grădina din spatele casei și este un astronom pasionat. El a participat la programul BBC The Sky at Night.

## Cariera scriitoricească

### Premii

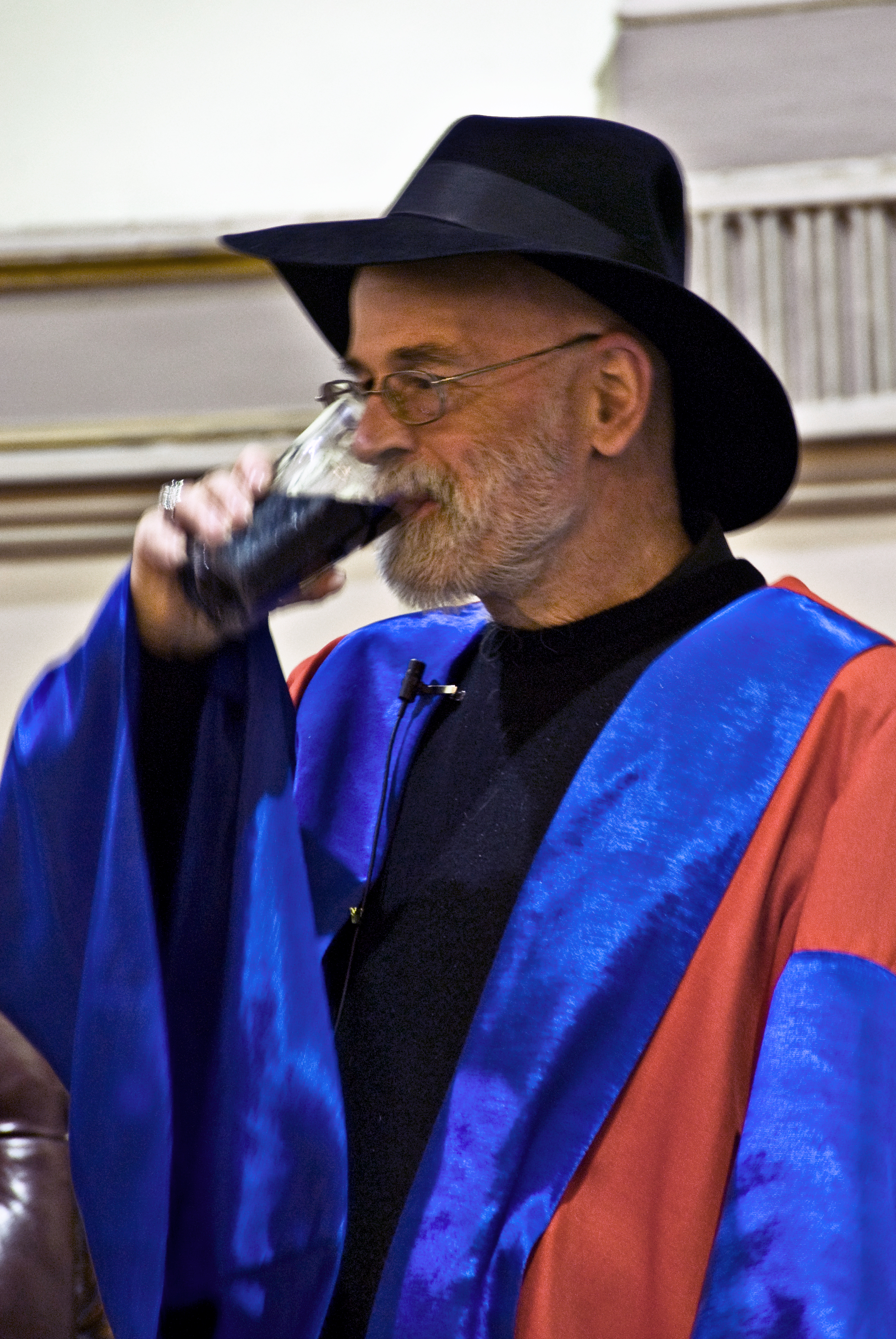
Pratchett bând un pahar de bere în cinstea primirii doctoratului onorific din partea Colegiul Trinity din Dublin în 2008

În 2009, Pratchett a fost ridicat la rangul de cavaler pentru „servicii aduse literaturii”. Anterior, în 1989, fusese făcut Ofițer al Ordinului Imperiului Britanic, tot pentru „servicii aduse literaturii”. După aceasta, Pratchett a comentat: „Bănuiesc că 'serviciile aduse literaturii' înseamnă să te abții de la a încerca să scrii” (sugerând că titlul era mai curând o recunoaștere a succesului, decât o recunoaștere a genului fantasy). Însă a adăugat: „Totuși, nu pot să nu mă simt mândru de asta.”
În 1994, Pratchett a primit premiul British Book pentru 'Autorul anului în genurile fantasy și science fiction'.
În 1989, Pratchett a câștigat premiul British Science Fiction cu romanul Piramide, iar în 2008 premiul Locus pentru „Cel mai bun roman fantasy” cu romanul Making Money.
Pratchett a obținut opt doctorate onorifice: Universitatea din Warwick în 1999, the Universitatea din Portsmouth în 2001, Universitatea din Bath in 2003, Universitatea din Bristol în 2004, Universitatea Nouă din Buckinghamshire în 2008, Colegiul Trinity din Dublin în 2008, Universitatea Bradford în 2009,
și Universitatea din Winchester în 2009.
Uluitorul Maurice și rozătoarele lui educate a primit Medalia Carnegie în 2001 la secțiunea „Cel mai bun roman pentru copii” (premiu decernat în 2002). Night Watch a câștigat în 2003 premiul Prometheus.
În 2003 Pratchett i s-a alăturat lui Charles Dickens în lista autorilor care au cinci cărți în 'Top 100' al sondajului BBC Big Read (patru dintre ele fiind romane ale seriei Lumea Disc). De asemenea, Pratchett este autorul cu cele mai multe romane în 'Top 200' (cincisprezece). Trei dintre cele patru romane ale Lumii Disc al căror personaj principal este Tiffany Aching au primit premiul Locus pentru „Cea mai bună carte pentru adolescenți” (în 2004, 2005 și 2007).
În 2009, Pratchett a primit premiul Skylark, în 2010 premiul World Fantasy pentru întreaga carieră, iar în 2011 premiul Margaret A. Edwards, de la Young Adult Library Services Association, o divizie a American Library Association, ca recunoaștere a contribuției semnificative și durabile în cadrul literaturii pentru adolescenți.
În 2010, a fost numit profesor adjunct la școala engleză din cadrul Colegiului Trinity din Dublin, pentru educație post-universitară în scrierea creativă și literatura populară.
I Shall Wear Midnight a câștigat premiul Andre Norton în 2010 pentru "Science fiction și fantasy pentru adolescenți" de la Science Fiction and Fantasy Writers of America (SFWA), ca parte a ceremoniei decernării premiilor Nebula.

### Fandom
Romanele seriei Lumea Disc a lui Pratchett au dat naștere unor convenții dedicate, prima dată în Manchester în 1996, apoi în lumea întreagă, deseori avându-l pe autor ca invitat de onoare. Publicarea unui nou roman poate fi urmată de un turneu internațional de semnare de cărți; se cunosc cazuri în care cozile s-au întins în afara librăriei, iar autorul a continuat să semneze cărți mult după ora estimată de încheiere. Fanii lui nu aparțin unei anume vârste sau unui anume sex, iar Pratchett primea multe scrisori de la ei. Scriitorului îi plăceau întâlnirile cu fanii, ascultând ce au aceștia de spus despre cărțile lui, considerând că, atâta vreme cât este bine plătit pentru romane, fanii „sunt totul pentru mine”.

## Scrisul
Pratchett a afirmat că, pentru a scrie, este nevoie să citești foarte mult, atât în cadrul genului ales de tine, cât și în afara lui, până la „saturație”. El a avertizat că scrisul este o muncă dificilă și că scriitorii trebuie să „facă din gramatică, punctuație și silabisire o parte a vieții lor.” Cu toate acestea, lui Pratchett îi place să scrie și privește recompensa materială mai curând ca pe o "consecință inevitabilă" decât ca un motiv pentru a scrie.

### Genul fantasy
Deși în trecut a scris și în cadrul genurilor SF și horror, Pratchett s-a dedicat genului fantasy, explicând că „e mai ușor să mulezi universul în jurul unei povești”. În discursul de aceptare al Medaliei Carnegie el a declarat: 'Genul fantasy nu se referă doar la vrăjitori și baghete, ci la a vedea lumea din perspective diferite', făcând referire la seria de romane Harry Potter a scriitoarei J. K. Rowling și la Stăpânul inelelor al lui J. R. R. Tolkien. În cadrul aceluiași discurs el a subliniat și beneficiile aduse genului de aceste opere.
El credea că are o datorie față de genul science fiction/fantasy cu care a crescut și dezagrează termenul „realism magic”, care este „un mod politicos de a spune că scrii fantasy, care este mai ușor de acceptat de către anumiți oameni... cărora, de fapt, nu le prea pasă.” El este deranjat de faptul că fantasy-ul „nu este considerat o formă literară”, deoarece „e cea mai veche formă de ficțiune” și "se înfurie" când romane care conțin idei science fiction sau fantasy nu sunt considerate ca aparținând acestor genuri.
Pe 31 iulie 2005, Pratchett a criticat publicitatea mediatică a autoarei seriei Harry Potter, J. K. Rowling, comentând că unele persoane din media par a crede că „ascensiunea continuă a lui J. K. Rowling se poate realiza doar în detrimentul altor autori”. Pratchett a negat că această declarație ar fi fost un atac la Rowling sau că ar fi acuzat vreun plagiat, subliniind că a vrut doar să pună accentul pe „moștenirea comună” a genului fantasy.

### Stil și teme majore
Pratchett este cunoscut datorită stilului său inconfundabil, cuprinzând note de subsol care consemnează de obicei o deviere comică de la firul narativ sau un comentariu asupra narațiunii.
Pratchett are tendința de a evita folosirea capitolelor, argumentând în cadrul unui interviu pentru Book Sense că „viața nu se petrece sub formă de capitole, nici filmele, iar Homer nu a scris folosind capitole”. El a adăugat: „Mă bucur dacă îmi dau seama la ce folosesc în cărțile pentru adulți.” Există și câteva excepții, cum ar fi Going Postal, Making Money și câteva dintre cărțile pentru adolescenți. Pratchett a explicat utilizarea sporadică a capitolelor: în cărțile pentru adolescenți trebuie să le folosească deoarece 'editorul [său] strigă la [el] până o fac[e]', dar în rest consideră că sunt doar o 'barieră' fără rost în cursul narațiunii.
Personajele, locurile și titlurile din cărțile lui Pratchett conțin deseori jocuri de cuvinte, aluzii și referințe culturale. Unele personaje parodiază personaje bine-cunoscute: de exemplu, personajul Cohen Barbariul (numit și Ghengiz Cohen), este o parodie după Conan Barbarul și Ginghis Han, iar Leonard din Quirm după Leonardo da Vinci.
Alt element distinctiv al scrierilor sale îl reprezintă folosirea dialogurilor cu litere mari, fără a folosi liniuța de dialog pentru a indica faptul că Moartea comunică telepatic. Alte personaje sau tipologii de personaje au un mod aparte de a vorbi: Auditorii Realității nu folosesc liniuța de dialog, băcanii din Ankh-Morpork nu folosesc corect punctuația, iar golemii încep cu literă mare fiecare cuvânt. Pratchett a inventat și o nouă culoare, octarinul, un 'mov galben verzui fluorescent', care reprezintă a opta culoare dintre spectrul culorii magiei de pe Lumea Disc. Numărul opt este, de fapt, un număr magic pe Lumea Disc: al optulea fiu al unui al optulea fiu va fi vrăjitor, iar al optulea său fiu un „magician” (motiv pentru care vrăjitorilor nu le este permis să aibă copii).
Romanele Lumii Disc includ deseori inovații moderne într-un cadru medieval: poliția orașului (Gărzi! Gărzi!), puști (Men at Arms), submarine (Jingo), cinema (Imagini mișcătoare), investigații jurnalistice (The Truth), timbre poștale (Going Postal) și instituții bancare moderne (Making Money). Sistemul de semnalizare turn-la-turn apărut în ultimele romane este o versiune mecanizată a Internetului modern, cu toate schimbările și tulburările aduse de un asemenea eveniment.

### Influențe
Pratchett nu ținea secrete influențele exterioare asupra operei sale: acestea sunt principalele sale surse de umor. El a preluat numeroase personaje din literatura clasică, cultura populară și istoria antică, realizând mereu întorsături de situație neașteptate. Pratchett este un fan al romanelor polițiste, lucru vizibil prin apariția frecventă a Gărzii Orașului Ankh-Morpork în cadrul seriei Lumea Disc. Pratchett a fost singur la părinți, iar personajele sale deseori nu au frați, lucru explicat de Pratchett astfel: „În ficțiune, copiii singuri la părinți sunt cei interesanți.” Un exemplu în acest sens este personajul Susan Sto Helit.
Primele surse de inspirație ale lui Pratchett au fost Vântul prin sălcii a lui Kenneth Grahame și operele lui Isaac Asimov și Arthur C. Clarke. Influențele sale literare îi includ pe P.G. Wodehouse, Tom Sharpe, Jerome K. Jerome, Roy Lewis, G. K. Chesterton și Mark Twain.

### Istoria publicării
În timp ce istoria publicării lui Pratchett în Marea Britanie a fost stabilă, relația sa cu editorii internaționali (în special cu cei americani) a fost agitată. El și-a schimbat editorul american după ce în mijlocul versiunii germane a Piramidelor a apărut o reclamă la supa Maggi.

## Opera

### SeriaLumea Disc
1. The Colour of Magic (1983)

ro. Culoarea magiei - editura Noesis 2002
1. The Light Fantastic (1986)

ro. Lumină fantastică - editura Noesis 2002
1. Equal Rites (1987)

ro. Magie de ambe sexe - editura Noesis 2003
1. Mort (1987)

ro. Mort - editura Noesis 2003
1. Sourcery (1988)

ro. Copilul minune - editura Noesis 2005
1. Wyrd Sisters (1988)

ro. Stranii surate - editura RAO 2007
1. Pyramids (1989)

ro. Piramide - editura RAO 2007
1. Guards! Guards! (1989)

ro. Gărzi! Gărzi! - editura RAO 2008
1. Faust Eric (1990) - în 2010 a fost reeditat cu titlul The Illustrated Eric

ro. Faust Eric - editura RAO 2009
1. Moving Pictures (1990)

ro. Imagini mișcătoare - editura RAO 2009
1. Reaper Man (1991)

ro. Domnul cu coasa - editura RAO 2009
1. Witches Abroad (1991)

ro. Prin cele străinătăți - editura RAO 2009
1. Small Gods (1992)

ro. Zei mărunți - editura RAO 2010
1. Lords and Ladies (1992)

ro. Seniori și doamne - editura RAO 2013
1. Men at Arms (1993)

ro. Bărbați sub arme - editura RAO 2016
1. Soul Music (1994)
2. Interesting Times (1994)
3. Maskerade (1995)
4. Feet of Clay (1996)
5. Hogfather (1996)
6. Jingo (1997)
7. The Last Continent (1998)
8. Carpe Jugulum (1998)
9. The Fifth Elephant (1999)
10. The Truth (2000)
11. Thief of Time (2001)
12. The Last Hero (2001)
13. The Amazing Maurice and His Educated Rodents (2001) - carte pentru adolescenți

ro. Uluitorul Maurice și rozătoarele lui educate - editura Corint 2006
1. Night Watch (2002)
2. The Wee Free Men (2003) - carte pentru adolescenți

ro. Scoțidușii liberi - editura Corint 2006
1. Monstrous Regiment (2003)
2. A Hat Full of Sky (2004)

ro. O pălărie plină de cer - editura Corint 2007
1. Going Postal (2004)
2. Thud! (2005)
3. Wintersmith (2006) - carte pentru adolescenți
4. Making Money (2007)
5. Unseen Academicals (2009)
6. I Shall Wear Midnight (2010) - carte pentru adolescenți

Legată de Lumea disc este și o altă carte pentru adolescenți, legată de acțiunea din Thud!:
1. Where's My Cow? (2005)

Lumea disc cuprinde și trei serii de non-ficțiune, scrise în colaborare cu diverși autori:
1. Discworld Maps (2007)
2. Discworld Reference (2009)
3. The Science of Discworld (2010)

Pentru mai multe detalii despre aceste serii, vezi Lumea disc.

### Trilogia Nomilor
1. Truckers (1989)

ro. În camion - editura Corint 2002, 2007
1. Diggers (1990)

ro. În excavator - editura Corint 2002, 2007
1. Wings (1990)

ro. În navă - editura Corint 2002, 2007

### Trilogia Johnny Maxwell
1. Only You Can Save Mankind (1992)

ro. Doar tu poți salva omenirea - editura Corint 2008
1. Johnny and the Dead (1993)
2. Johnny and the Bomb (1996)

### Alte romane de ficțiune
1. The Carpet People (1971)
2. The Dark Side of the Sun (1976)
3. Strata (1981)
4. Good Omens (1990) - cu Neil Gaiman

ro. Semne bune - editura Tritonic 2008
1. Nation (2008)
2. Nation: The Play (2009) cu Mark Ravenhill
3. Dodger (2012)

### Culegeri de povestiri
1. Once More with Footnotes (2004)

### Non-ficțiune
1. The Unadulterated Cat (1989) - cu Gray Jolliffe

## Adaptări

### Radio
Operele lui Pratchett au beneficiat de numeroase adaptări din partea BBC Radio 4: Culoarea magiei, Magie de ambe sexe (în cadrul Woman's Hour), Doar tu poți salva omenirea, Gărzi! Gărzi!, Stranii surate, Mort și Zei mărunți au fost serializate. Pe lângă ele, la începutul anului 2008 a fost adaptat romanul Night Watch, iar Uluitorul Maurice și rozătoarele lui educate a devenit o piesă de 90 de minute.
Gărzi! Gărzi! a fost adaptată și într-o piesă de o oră de către Atlanta Radio Theatre Company, fiind jucat live la Dragon*Con în 2001.

### Teatru
Johnny and the Dead și 14 romane ale Lumii Disc au fost adaptate pentru scenă de către Stephen Briggs, fiind publicate și sub formă de cărți. Inițial, ele au fost produse de Studio Theatre Club din Abingdon, Oxfordshire și includ, printre altele, The Truth, Maskerade, Mort, Stranii surate și Gărzi! Gărzi! Piesele de teatru au fost jucate pe toate continentele, inclusiv în Antarctica.
În afară de acestea, Irana Brown a adaptat pentru scenă Lords & Ladies, iar Piramide a fost adaptată în 1990 de către Suzi Holyoake, jucându-se o săptămână întreagă în Marea Britanie. În 2002, Harrogate Theatre, Belgrade Theatre Coventry și Theatre Royal, Bury St. Edmunds au realizat împreună o adaptare după În camion, cu o dramatizare de Bob Eaton și în regia lui Rob Swain. Piesa s-a jucat de multe ori în Marea Britanie între 15 martie și 29 iunie 2002.
O versiune a romanului Eric a fost adaptată de către Scott Harrison și Lee Harris, fiind produsă și jucată de The Dreaming Theatre Company în iunie/iulie 2003 în incinta Turnului Clifford, castelul vechi de 700 de ani din York. Ea a revenit în actualitate în 2004, prin intermediul unui turneu englezesc care a cuprins și The Antipope a lui Robert Rankin.
În 2004, la Festivalul de la Edinburgh a avut loc premiera unei adaptări muzicale după Doar tu poți salva omenirea, muzica fiind semnată de Leighton James House, iar versurile de Shaun McKenna.
În 2008, Keele Drama Society a jucat "Men At Arms" la Keele University timp de patru nopți, spectacolul fiind regizat de Robert Russell.
În ianuarie 2009, Royal National Theatre a anunțat că producția de iarnă pentru anul 2009 va fi o adaptare după romanul lui Pratchett Nation. Adaptarea a fost realizată de Mark Ravenhill, regia fiind semnată de Melly Still. Premiera a avut loc pe 24 noiembrie, reprezentațiile având loc până pe 28 martie 2010. Spectacolul a fost lansat în cinematografele din întreaga lume pe 30 ianuarie 2010.

### Televiziune
În 1992, romanul În camion a fost ecranizat de către Cosgrove Hall Films pentru Thames Television sub forma unui serial animat folosind tehnica „stop motion”. Johnny and the Dead a fost serializat pentru televiziune de ITV în 1995. Stranii surate și Soul Music au fost ecranizate sub forma unor seriale de desene animate de către Cosgrove Hall pentru Channel 4 în 1996; scenariile ilustrate ale acestor seriale au fost publicate în 1998 și, respectiv, în 1997. În ianuarie 2006, BBC One a lansat o adaptare în trei părți intitulată Johnny and the Bomb.
O ecranizare în două părți realizată după Hogfather, cu David Jason și vocea lui Ian Richardson, a fost lansată de Sky One în Marea Britanie în decembrie 2006 și, ulterior, de ION Television în S.U.A. în 2007. Pratchett se opusese anterior realizării de filme de acțiune având ca subiect Lumea Disc din cauza experiențelor negative avut cu producătorii de la Hollywood. El și-a schimbat părerea când a văzut că regizorul Vadim Jean și producătorul Rod Brown erau foarte entuziaști și cooperanți.
O ecranizare în două părți după Culoarea magiei și continuarea ei, Lumină fantastică a fost lansată pe perioada Paștelui în 2008 de către Sky One. O a treia ecranizare, Going Postal, a fost lansată la sfârșitul lunii mai 2010. Ecranizările celor de la Sky se disting prin prezența autorului în roluri episodice.

### Cinematografie
Cărțile Lumii Disc nu au ajuns în cinematografe; deși pratchett a vândut drepturile a numeroase dintre cărțile sale, încă nu s-au realizat ecranizări pentru marele ecran. S-a stabilit ca Scoțidușii liberi să fie regizat de Sam Raimi, dar filmările încă nu au început. Într-un interviu acordat revistei Empire, regizorul Terry Gilliam a anunțat că vrea să ecranizeze Semne bune, dar în 2007 încă mai căuta fonduri. În 2001, DreamWorks a contractat o adaptare realizată de Andrew Adamson și Joe Stillman după În camion, dar Pratchett este de părere că nu va apărea înaintea lui „Shrek 17”. Cu toate acestea, în 2008 Danny Boyle a dezvăluit că speră să regizeze o adaptare după În camion a lui Frank Cottrell Boyce.

### Benzi desenate și romane grafice
Au fost lansate patru romane grafice adaptate după operele lui Pratchett. Primele două, apărute inițial în S.U.A., au constituit adaptări după Culoarea magiei și Lumină fantastică, fiind ilustrate de Steven Ross (alături de Joe Bennett în cea de a doua). Celelalte două, publicate în Marea Britanie, au constituit adaptări după Mort (având subtitlul A Discworld Big Comic) și Gărzi! Gărzi!, ambele ilustrate de Graham Higgins și adaptate de Stephen Briggs. Romanele grafice realizate după Culoarea magiei și Lumină fantastică au fost republicate de Doubleday pe 2 iunie 2008.

### Jocuri RPG
GURPS Discworld (Steve Jackson Games, 1998) și GURPS Discworld Also (Steve Jackson Games, 2001) reprezintă cărțile care au stat la baza jocurilor RPG, fiind scrise de Terry Pratchett și Phil Masters, ele oferind și o serie de detalii legate de operele Lumii Disc. Prima dintre cele două cărți a fost relansată în luna septembrie a anului 2002 sub numele The Discworld Roleplaying Game, cu ilustrații de Paul Kidby.

### Jocuri pe PC și pe consolă
Universul Lumii Disc a stat și la baza a numeroase jocuri video pentru Sega Saturn, Sony PlayStation, Philips CD-i și 3DO, precum li pentru calculatoarele cu o platformă DOS sau Windows. Cele mai notabile dintre ele sunt:
- The Colour of Magic, primul joc care are la bază seria și, până acum, prima adaptare directă a unui roman al Lumii Disc. A fost lansat din nou în 1986 pentru Sinclair ZX Spectrum și Commodore 64.
- Discworld, un joc de aventuri animat realizat de Teeny Weeny Games și Perfect 10 Productions în 1995.
- Discworld II: Missing Presumed...!?, o continuare dezvoltată de Perfect Entertainment în 1996. Subtitlul ei a fost „Mortality Bytes!” în America de Nord.
- Discworld Noir, primul joc 3D bazat pe seria Lumii Disc, fiind în același timp și o parodie a genului film noir, cât și un exemplu al lui. Jocul a fost creat de Perfect Entertainment, fiind lansat în 1999 de către GT Interactive atât pentru calculatoarele compatibile IBM cât și pentru PlayStation. El a apărut doar în Europa și Australia.

### Jocuri pe Internet
Universul Lumii Disc apare și într-o aplicație online multi-user creată de fani, care permite jucătorilor să aleagă dintre numeroasele bresle create de Terry Pratchett.

## Opere despre Pratchett
O serie de eseuri privind scrierile sale au fost adunate în cartea Terry Pratchett: Guilty of Literature, realizată de Andrew M. Butler, Edward James și Farah Mendlesohn și publicată de Science Fiction Foundation în 2000 (ISBN 0-903007-01-0). O a doua ediție, extinsă, a apărut la Old Earth Books în 2004 (ISBN 1-882968-31-X). Andrew M. Butler a scris și el Pocket Essentials Guide to Terry Pratchett, publicată în 2001 (ISBN 1-903047-39-0). Writers Uncovered: Terry Pratchett este o biografie pentru tinerii cititori scrisă de Vic Parker și publicată de Heinemann Library în 2006 (ISBN 0-431-90633-5).